# ناتان دارو
ناتان دارو (انگلیسی: Nathan Darrow؛ زادهٔ ۲۱ ژوئن ۱۹۷۶) هنرپیشه اهل ایالات متحده آمریکا است.
از فیلم‌ها یا برنامه‌های تلویزیونی که وی در آن نقش داشته‌است می‌توان به سریال گاتهام، جادوگر دروغ‌ها و خانه پوشالی اشاره کرد.